# Meadowlands Sports Complex

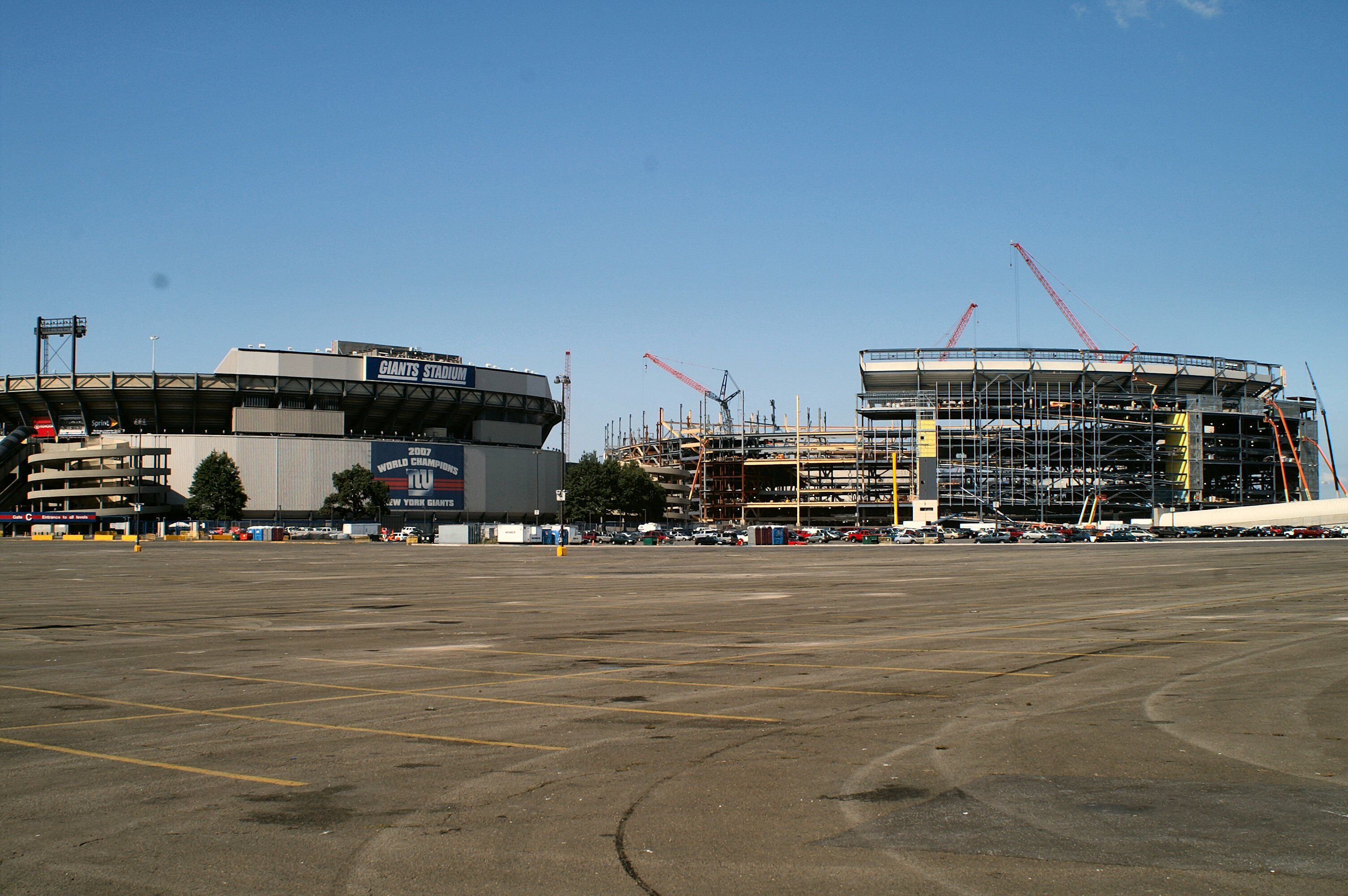
Giants Stadium (links) en het nieuwe New Meadowlands Stadium in 2008.

Het Meadowlands Sports Complex is een multifunctioneel sport- en uitgaanscomplex in East Rutherford in de Amerikaanse staat New Jersey. In 2010 werd er het New Meadowlands Stadium in gebruik genomen, het nieuwe stadium waar de New York Giants en de New York Jets hun thuiswedstrijden nu spelen. Het oude stadion, Giants Stadium werd in 2010 gesloopt. Tussen 1984 en 1991 werd er op het complex jaarlijks een Champ Car race gereden. Bobby Rahal is recordhouder op het circuit met drie overwinningen.

## Winnaars
Winnaars op het circuit voor een race uit de Champ Car kalender.
| Jaar | Rijder           |
| ---- | ---------------- |
| 1984 | Mario Andretti   |
| 1985 | Al Unser Jr.     |
| 1986 | Danny Sullivan   |
| 1987 | Bobby Rahal      |
| 1988 | Al Unser Jr.     |
| 1989 | Bobby Rahal      |
| 1990 | Michael Andretti |
| 1991 | Bobby Rahal      |